# 自由恋愛主義
自由恋愛主義（じゆうれんあいしゅぎ）またはフリー・ラブ（英: free love）とは、すべてのかたちの愛を受けいれる社会運動のことで、結婚、避妊、姦通などの性的な物事を国家から切り離すことを目標とする。

本来的には「フリー・ラブ」そのものはかならずしも複数のパートナーとの性的な関係性（「フリー・セックス」）とは結びついていない。女性の純粋でのびのびした感情の表現表現の希求であり、それを規制しようとする制度に対する反対である。

## 前提
自由恋愛の歴史のほとんどは、国家の規制や個人的な関係への教会の干渉からの自由を求める自由主義哲学（リバタリアニズム）を反映している。この概念によれば、成人の自由なむすびつきは、正当な関係であり、感情的であろうと性的な関係であろうと、すべての第三者によって尊重されるべきとする。 さらに、いくつかの自由恋愛の著作では、男女ともに社会的または法的な制約なしに「性的快楽の権利」があると主張している。 ヴィクトリア時代、これは過激な考えだったが、 その後、自由恋愛と根本的な社会変革をむすびつけ、新しい反＝権威主義的、反＝抑圧的な感受性の先駆として新しいテーマとなり、発展していった。
日本において「恋愛」は明治期に輸入された比較的あたらしい概念であり、まだいかようにも変化しうる可能性をはらんでおり、小説、漫画、アニメや映画などのサブカルチャーで盛んに実験が繰り広げられている。また従来の「結婚制度廃止」の声もある。

## 概要
今日、アメリカのステレオタイプな意見によると、かつて中産階級は安定しない世界だったので、家庭が安定した場所になることをのぞんでいたとされる。この精神には、厳密にきめられた男女の役割分担がふくまれていたため、「自由恋愛運動」というかたちでのマイノリティの反発がおきた。
いっぽうで「フリー・ラブ」という言葉は、しばしば1960年代から1970年代にかけてのカウンターカルチャーに関連して、「乱交（promiscuity）」とむすびついてイメージされたが、歴史的に自由恋愛主義者は複数の性的パートナーや短期間の性的関係を主張してはいない。ただ、自由にむすばれた性的な関係が法律によって規制されるべきではないと主張してきた。「ラディカル・セックス（Radical sex―過激なセックス)」という言葉は、「フリー・ラブ」という言葉とおなじように使われて、それをネガティヴな意味合いにする否定論者によって好まれる言葉だった。その言葉がなんであれ、自由恋愛主義者には２つの強い信念があった。つまり、「性行為の強制に対する反対」、「それから女性は自身が楽しいと思う方法で自分の体を使うこと」である。
自由恋愛にかんする法律には、未婚の夫婦が一緒に暮らすことを禁じる法律、姦通と離婚、同意の年齢、同性愛、中絶、そしてときには売春の規制がふくまれている。すべての自由恋愛主義者がこれらの問題に同意しているわけではなく、結婚生活で個人の尊厳を傷つけることも懸念される。たとえば、一部の地域では夫や妻の強姦を認知しない、または非配偶者の強姦よりもそれほど真剣に扱っていないところもある。 19世紀以来の自由恋愛運動は、セクシュアリティについて公的に議論する権利を擁護し、猥褻法とたたかってきた。
20世紀にはいると、いくにんかの自由恋愛主義者は、社会制度としての結婚が感情や心理状態の奴隷化をうながすと論じ、結婚にたいする批判を強めていくことになった。

## フェミニズムとの関係
自由恋愛の歴史はフェミニズムの歴史と深く関係している。
18世紀後半から、メアリー・ウルストンクラフト（Mary Wollstonecraft）のようなフェミニストのリーダーが結婚制度に異議をとなえ、その多くが廃止を提唱している。

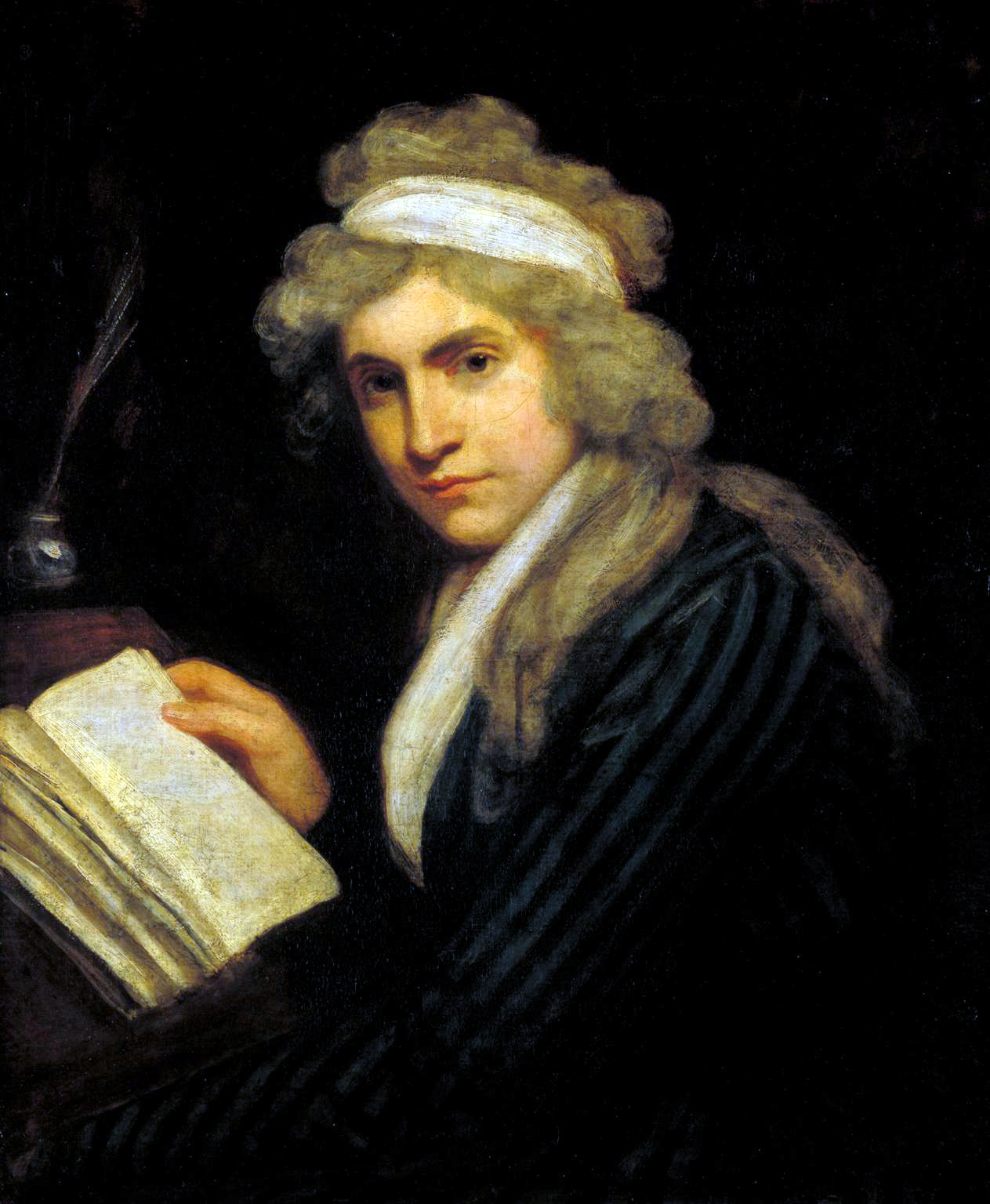
メアリー・ウルストンクラフト（1759- 1797）。フェミニズムの先駆的な作家であったウルストンクラフトはフランス革命（1789）に触発され、女性の権利を擁護し、主張した。

フェミニズムからの批判によると、既婚女性は妻と母親にしかなれず、他の職業を追求するチャンスを失ってしまう。当時の米国社会において、ときに法律は結婚した女性や母親を教師として雇用することを禁じていた。 1855年、自由恋愛主義者の女性メアリー・ゴブ・ニコルズ（Mary Gove Nichols）は、結婚を「女性をほろぼすこと」だと述べ、女性が法律と大衆感情における男性の財産とみなされ、独善的な男性が妻の自由のすべてを奪いとってしまっていると説明した。たとえば、当時、法律はしばしば夫が妻を殴ることを許可していた。自由恋愛主義者は、子供たちの多くが不自由な結婚生活のなかで強制的に生まれており、これにかわって「選択の自由」と「愛情」の結果とするべきだと主張した。さらに当時は婚姻外の子供は既婚の親とおなじ権利をもつことができなかった。
1857年、女性社会革命家のミネベア・パトナム（Minerva Putnam ）は「自由恋愛の議論では女性がそのテーマについての意見を出そうとしたことはない」と訴え、すべての女性読者に「女性の尊厳を高め、自由を宣言しよう」とよびかけて、意識の変革をうながした。19世紀には少なくとも6冊の本が「自由恋愛」を支持していたが、そのすべてが男性によって書かれていた。だが、アメリカ南北戦争後の4つの主要な自由恋愛定期刊行物の半数には女性編集者がいた。メアリー・ゴブ・ニコルズは女子代表の主唱者であり、当の女性たち自身は自由恋愛運動を見上げるようにながめていた。彼女の自伝は、女性の立場から書かれた「反＝結婚」の最初の議論となった。
自由愛の支持者にとって、セックスは生殖のためだけではなかった。避妊は女性の自立の手段とみなされ、避妊運動家のリーダーも自由恋愛を受けいれていた。セクシュアル・ラディカルは、女性の身体をコントロールし、避妊、婚姻・性的虐待（情緒的および肉体的）、性教育などの問題について自由に話しあう女性の権利の維持に焦点をあてていた。彼女たちは、女性のセクシュアリティについて話すことによって、女性に力をあたえるのだと信じていた。このような思想家たちは、この目標を達成するために、言葉や本、パンフレット、定期刊行物などに期待して、50年以上にわたってこの運動をつづけ、米国全土で自由恋愛のメッセージをひろめていった。

## 歴史
歴史をつうじておおくのユートピア的な社会運動は、自由な愛のビジョンを共有してきた。

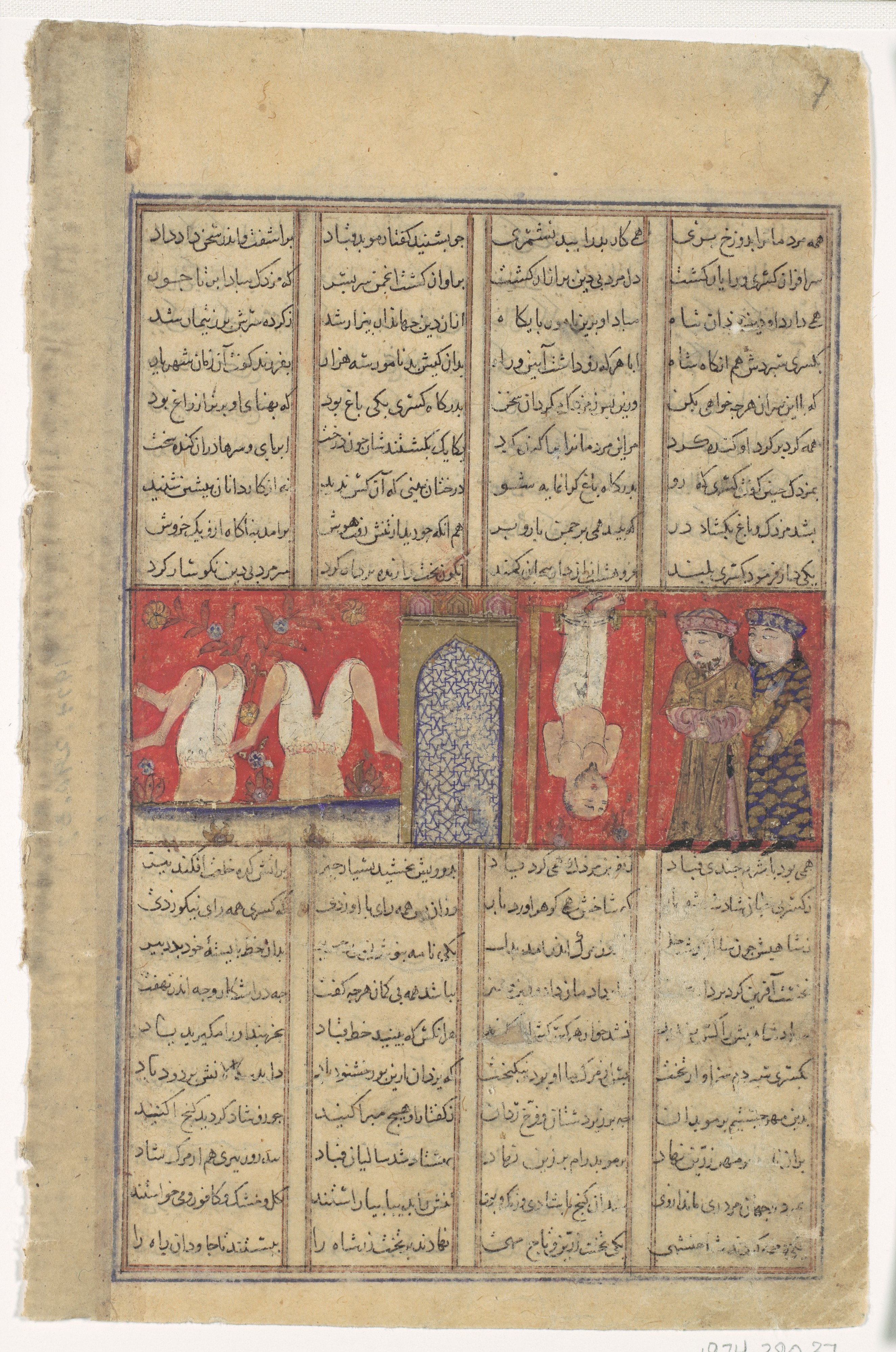
6世紀、ペルシャのマズダック教。彼らは菜食主義、平和主義、地方分権を好んだが、ササーン朝によって迫害され、処刑されてしまう。

紀元前1世紀から紀元後1世紀まで中東に住んでいたユダヤ教の一グループ、エッセネ派（Essenes）の男性たちは、あきらかにセックス、結婚、奴隷をさけていた。彼らは富をすて、共同して生活し、平和主義者だった。また、アダム派(Adamites)としてしられている初期のキリスト教の宗派は、2～4世紀の北アフリカにすみ、結婚することを拒否した。彼らはヌーディズムを実践し、原罪がないと自分自身で信じていた。
6世紀には、イスラム教がひろまる以前、ペルシャのマズダク教(Mazdakism)の支持者は結婚をみとめながらもある種の自由恋愛を支持した。また、他の自由恋愛運動と同様に、菜食主義、平和主義、地方分権を好んだ。 また、なんにんかの作家は、「私有財産の拒絶」と「女性を所有することとしての結婚」の拒絶とのあいだの概念的なつながりを提起している。「千夜一夜物語」におさめられた民話には、海のなかで全裸で自由恋愛がいとなまれていた共同体時代の物語がえがかれている。（「アブドゥラの漁師とアブドゥラの人魚の物語」（8世紀） ）
1895年に書かれたカール・カウツキーの著作では、中世のさまざまな「共産主義的」運動もまた結婚を拒否したと指摘した。そのような典型は、西ヨーロッパで10世紀から14世紀にかけて活動したカタリ派(Cathars)であり、彼らは支持者を宗教的な禁止や義務から解放し、「シンプルな生」のあり方を尊重し、動物や人間の生活を奪うことを避け、独身をとおした。女性には当時の宗教指導者でさえ珍しい平等と自主性があった。 カタリ派と似たような別の派は、ローマカトリック教会によって「異端」としてレッテルを貼られ、抑圧された。

## 啓蒙思想―ブレイク、ウルストンクラフト

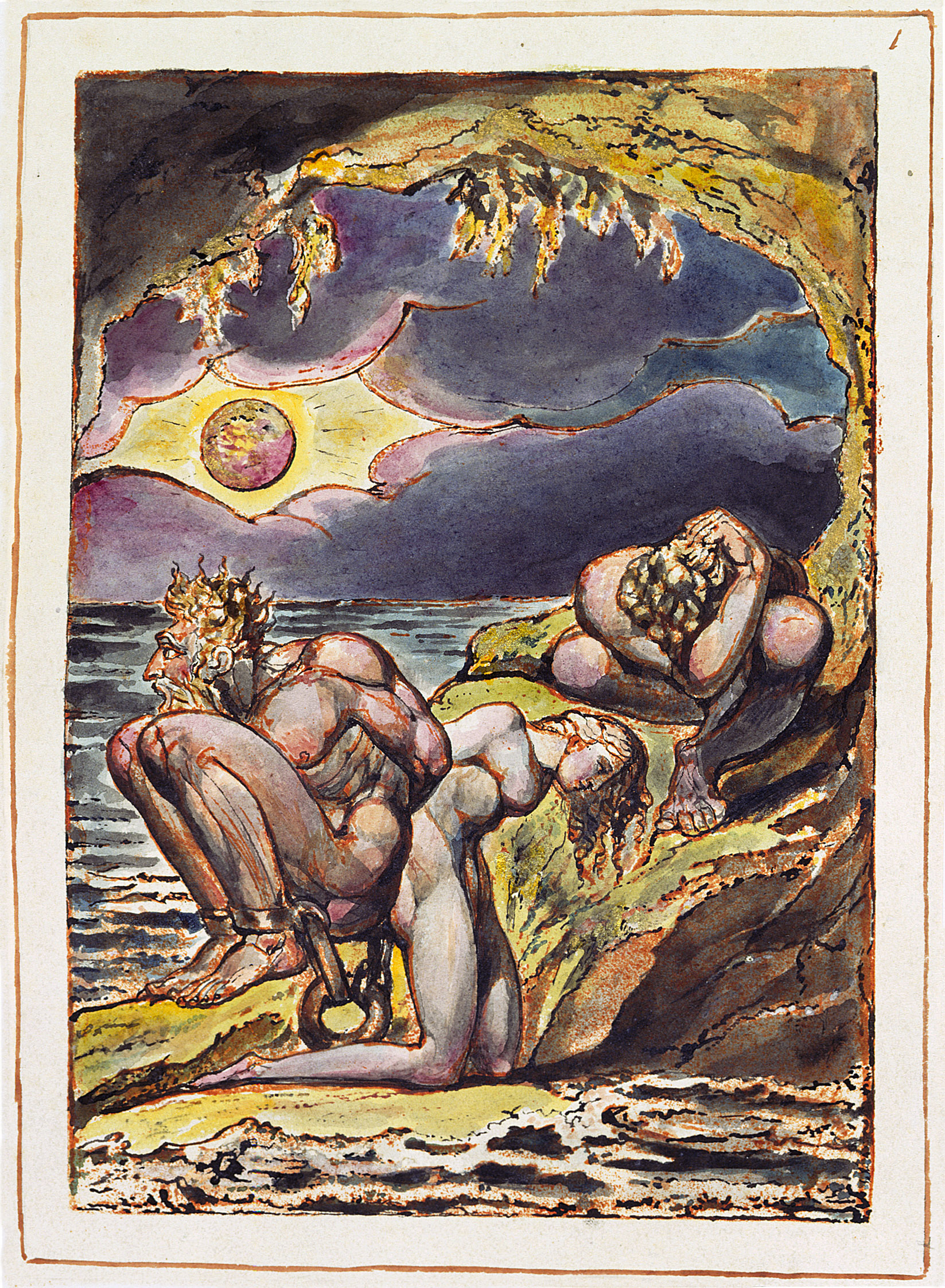
ウィリアム・ブレイクの「アルビオンの娘たちの幻影」（1793年）には、ブレイクのユダヤ/キリスト教の結婚観に対する批判が含まれている。オートン（中央）とブロミオン（左）は鎖でつながれており、ブロミオンがオートンをレイプし、今では彼の赤ん坊を運んでいる。テオトルモン（右）とオートンは恋に落ちているが、テオトルモンは彼女が穢れていると考え、決心できず、行動しかねている。

### ウィリアム・ブレイク
啓蒙時代とフランス革命による政治的な解放によってもたらされた「伝統的な道徳や宗教への挑戦」は、自由恋愛などのアイデアが花ひらく環境をつくりだした。フランス革命を支持していたイギリスの（時々ジャコバン派としても知られる）急進的知識人集団は、「フェミニズム」と「自由恋愛」についての初期の考えを発展させた。
彼らのあいだで注目されたのは、ロマン主義の詩人ウィリアム・ブレイク（William Blake）であり、「アルビオンの娘たちの幻影」のような詩では、結婚による「性的な抑圧」を奴隷制と比較した。ブレイクは結婚法に批判的であり、伝統的なキリスト教の貞操観念に反対していた。彼自身、彼の結婚にはおおきな心労がともなっていた。妻キャサリンは子供を産むことができなかったため、彼は第２の妻を家につれてくることを直接訴えた。彼の詩は、結婚制度における単なる義務の愛をへらし、結婚法を動機とした嫉妬とエゴは批難すべきだと暗示している。 彼の詩「なぜ私はあなたに縛られるべきなのだろうか―（Why should I be bound to thee）」や 「地球の答え（Earth's Answer）」では、彼は複数の性的パートナーを支持しているようだ。また詩「ロンドン」では、「若い売春婦の呪い」になやまされた「結婚 - 哀歌」、偽りの賢明さと売春との交互の結果をうたう。「アルビオンの娘たち」のビジョンは、広く普及しているわけではないが、ブロミオンとオートンの関係は「愛」ではなく「法律」によってのみ保たれるため、「自由恋愛」への賛辞として広く読まれてはいる。ブレイクにとって「法」と「愛」は反対であり、彼は「結婚の冷たいベッド」を批難した。
ブレイクは、人間が「堕落した」と信じていた。自由恋愛社会へのおおきな妨げは、単に社会の不寛容と人間の嫉妬ではなく、人間どうしのコミュニケーションの偽善的な本質、つまり人間の腐敗だった。 彼は「結婚」が愛の喜びをあたえると考えていたが、実際にはそうではなく、「結婚しているという夫婦の事実がしばしばよろこびを減少させてしまう」とした。

### メアリー・ウルストンクラフト
ブレイクのサークルのべつのメンバーは、先駆的なイギリスのフェミニストのメアリー・ウルストンクラフトと彼女の夫で初期のアナキスト、ウィリアム・ゴドウィンだった。
自由恋愛は、最初期のフェミニストの一人に彼らのチャンピオンをみつけた。その著作のなかでウルストンクラフトは結婚制度に挑戦し、その廃止を提唱した。
彼女の小説は結婚の社会構成とその女性への影響を批判している。処女作「メアリー：フィクション（Mary: A Fiction）」は1788年にかかれた。ヒロインは経済的理由のために愛のない結婚を強制される。彼女はべつの男性と女性との関係のなかで愛をみつける。小説「マリア：もしくは女の過ち（Maria: or, The Wrongs of Woman）」は、未完だが、1798年に出版され、亡命した夫によって収監されることになった女性の物語を中心に展開されている。マリアは、収監者との友人関係のなかで、結婚のそとで達成をみいだす。メアリーは、「女性はつよい性的欲求をもっており、逆にそれを装うのは堕落、不道徳である」ということを明確にしている。
ウルストンクラフトは女性が性的自由とそれをコントロールすることをやめてはならないと感じていた。したがって、フランス革命の恐怖の只中で妊娠していたにもかかわらず、彼女のパートナー、ギルバート・イマレーとは結婚しなかった。関係はひどく終わったが、イマレーの浮気が発見されたこともあり、イマレーが彼女を捨てて良かったと言える。自由恋愛への信念は生きのこった。彼女はのちに、自由恋愛の理想を共有し、その主題として公表されたゴッドウィンとの関係を深めた。そして、2人はウルストンクラフトが産褥熱のため死亡する数日前に結婚することをきめた。
自由恋愛を支持するための行動は2人の子メアリー・シェリー に引き継がれた。彼女は若いころ英国のロマン派の詩人パーシー・ビッシュ・シェリーと不倫関係になった。シェリーは無差別的な自由恋愛と菜食主義を守るため、クイーン・マブの散文詩（1813）、愛についてのエッセイ（1815年）、Epipsychidion（1821）を書いた。
私はけしておおきな分派によりそうことはなかった
それぞれの教義のどれを選択すべきか
群衆から離れて愛人や友人
そして残りのすべて 公正で賢明、その賞賛にもかかわらず
冷たい忘却に沈む...
本当の愛は金や粘土とはちがって
分裂によって取りのぞかれることはない

## 近代の人物と自由恋愛

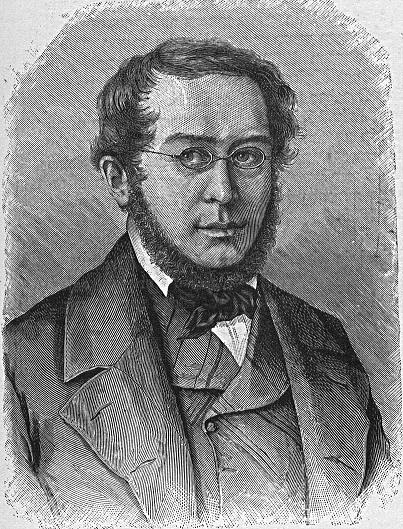
ユートピア社会主義の提唱者シャルル・フーリエ。彼のユートピア思想は共産主義のみならず60年代のヒッピーたちの考え方にも影響をあたえている。

「自由恋愛」と理想を共有する初期の社会運動、つまり、「フェミニズム」、「平和主義」、「シンプルな共同生活」などとは、19世紀初めのフランスと英国の「ユートピア社会主義共同体」であり、アンリ・ド・サン＝シモンやシャルル・フーリエ、そしてイギリスのロバート・オウエンなどと関連する。「フェミニズム」という言葉をはじめにつくったフーリエは、「真の自由」は労働の精神がなく、情熱の抑制がなく、教師がいない状態でのみ生じると主張した。情熱の抑制は、個人にとって破壊的なだけではなく、社会全体にとって破壊的である。彼は人々が濫用しないかぎり、あらゆる性的表現を楽しむべきだと主張し、「違いをみとめる」ことがこそ、実際の社会統合を高めることができると主張した。ロバート・オウエンは、結婚は宗教や私有財産とおなじように人類に対する「ひどい三位一体」の抑圧者だとした。彼の息子のロバート・デイルは「自由離婚」の提唱者だった。サン＝シモン主義のフェミニストのポーリーヌ・ローランドは1830年代に4人の子供がいたが、結婚に反対する自由恋愛の姿勢をとった。
ドイツの作曲家、リヒャルト・ワグナーは、いくつかの作品で自由愛ににたようなものを提唱し、まだ指揮者ハンス・フォン・ビューロと結婚していたコジマ・リストと不倫関係になり、家族をもった。そのような情事は、当時、あきらかにスキャンダラスであったにもかかわらず、社会的な慣習というよりはむしろ自分たちの意志にしたがう賞賛されるべき芸術家の行動にみえた。このようにして、彼らは、時代のリベラルな哲学者への信仰の情熱と歩調をあわせていた。上記のフーリエやオーウェンのような、実際の、または結果としての開放性は、20世紀のより自由な社会への前奏曲であると理解することができる。
フリードリッヒ・ニーチェはしばしば自由恋愛のようなものを好んで語ったが、女性作家ルー・アンドレアス・サロメにプロポーズしたとき、彼女は彼の自由で道徳を超越した超人哲学と矛盾していると彼を批判した。 ニーチェはそれを真剣にうけとめたようだった。作曲家フレデリック・ショパンと作家ジョルジュ・サンドの関係は、おおくの点で自由愛を例証するものとして理解することができる。 大衆の目のつく人物によるこのような行動は、特に伝統主義者が実際におこなって不幸をもたらした場合、伝統主義の信頼性をおおきく損ねてしまう。

## 自由恋愛の起源
19世紀のイギリスの社会学者ハーバート・スペンサー（Herbert Spencer）は、自由離婚の実現のために、社会学の原則から議論した。 結婚は「法律によるむすびつき」と「愛情によるむすびつき」という2つの要素からなっていると主張し、後者によるむすびつきが失われると、法的合意は離婚の法的要件なしにすべての意味を失い、自動的に解消されなければならないと主張した。
自由恋愛は、女性に対する差別的な性的犯罪の部分（たとえば、結婚法や反＝避妊法など）から離れて、とくに「女性の権利」を強調している。

## アメリカ

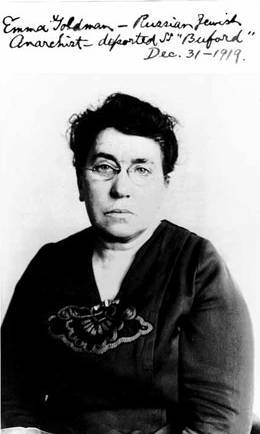
初期ヴィレッジ民でアナーキストのフェミニスト、エマ・ゴールドマン。

アメリカ合衆国での自由恋愛は19世紀半ばから後半にかけてのムーブメントからまとまりはじめた。
自由恋愛という言葉は、キリスト教社会主義者のジョン・ハンフリー・ノイズ（John Humphrey Noyes）によってつくられたが、実際、彼は「複雑な結婚」という言葉をつかうことを好んだ。ノイズは、1848年にユダヤ共同体を創設し、ユートピア社会では、クリスチャンは法律と所有権を行使する利己的な制度の両方から自由でなければならないとし、従来の結婚を拒絶した。彼は聖書との整合性もみとめた。「復活のさい、結婚していても結婚していなくとも、同じように天国の天使のようである」（マタイ22:30）。またノイズは優生学も支持し、「特定の人々（ノイズ自身も含む）のみが親になること」が認められる運動をおこした。

1852年、マルクス・エッジワース・ラザロ（Marx Edgeworth Lazarus）という作家が「愛と結婚」と題する論文を出版し、結婚は「社会調和と精神や肉体の障害の根本原因と両立しない」と表現した。ラザロは自身の著作に宗教的なメッセージをからませ、キリスト教コミュニティーは自由恋愛や廃止論者の思想により寛容でもいいとした。また、自由恋愛運動は廃止運動へとむすびつき、「奴隷制」と「性的奴隷」（結婚）との類似点から黒人活動家との提携した。1872年、アメリカ人女性として、はじめて大統領選に出馬したフェミニストのビクトリア・ウッドル（Victoria Woodhull(1838–1927））は、「自由恋愛の大祭司」ともよばれた。彼女は若いころ、自由恋愛について述べている。
「そう、私は自由恋愛主義です。 私には私が誰を愛するかをきめることができる自然上や法律上の権利があります。その愛が長くても短くても。 もし私がその気になれば、毎日愛をとりかえることだってできる。その権利は、あなたや法律の枠で妨げることはできない」
当時、「女性運動」、「自由恋愛」、「スピリチュアリズム」は、密接にリンクしており、ウッドハルもスピリチュアリズムのリーダーのひとりだった。 ノイズのように、彼女は優生学もサポートした。 社会改革者で教育者のメアリー・ゴブ・ニコルズと幸せに結婚（第二の夫）し、一緒に新聞を出版し、医学の本と記事を書いた。小説と結婚に関する論文で彼らは自由恋愛を主張したが、ふたりは結局、最後には自由な愛を否定した。
セックス・ラディカリストは、結婚に対する考え方との戦いにおいて、ひとりではなかった。他のなんにんかの19世紀のアメリカ人は、この社会制度に欠陥があると見ていたが、それを廃止することにはためらっていた。いくつかの宗教グループは、社会的な結婚観を警戒していた。彼らは、教会と州が引きつづいて協力し、妻を夫に従属させるという問題を放置させている限り、真の平等はけして男女間に存在しないと信じていた。
自由恋愛の動きは、ニューヨークのグリニッジ・ビレッジのボヘミアン・サークルでひろまり、20世紀初頭になるまでつづいていた。19世紀のビレッジ民は自由恋愛の理想をもち、政治雑誌The Massesとその姉妹誌である文学誌The Little Reviewで宣伝した。 エマ・ゴールドマン（Emma Goldman）のような女性は、同性愛や避妊へのアクセスなど、さまざまな性的自由を求めて運動した。ドロシー・デイはまた、自由愛、女性の権利、避妊を擁護するために情熱的に本を書いたが、のちにカトリックに改宗し、彼女は1960年代の性的革命を批判した。いっぽうでビレッジ民の精神はヒッピーへと伝えられ、一般化してゆくことになる。
プレイボーイ誌の出版社であるヒュー・ヘフナー（Hugh Hefner）は、半世紀以上にわたる活動とパーソナリティを通じて、一般のひとたちにさまざまな愛のアイディアを普及させたことで、米国での自由愛のイメージに大きな影響をあたえた。

## イギリス

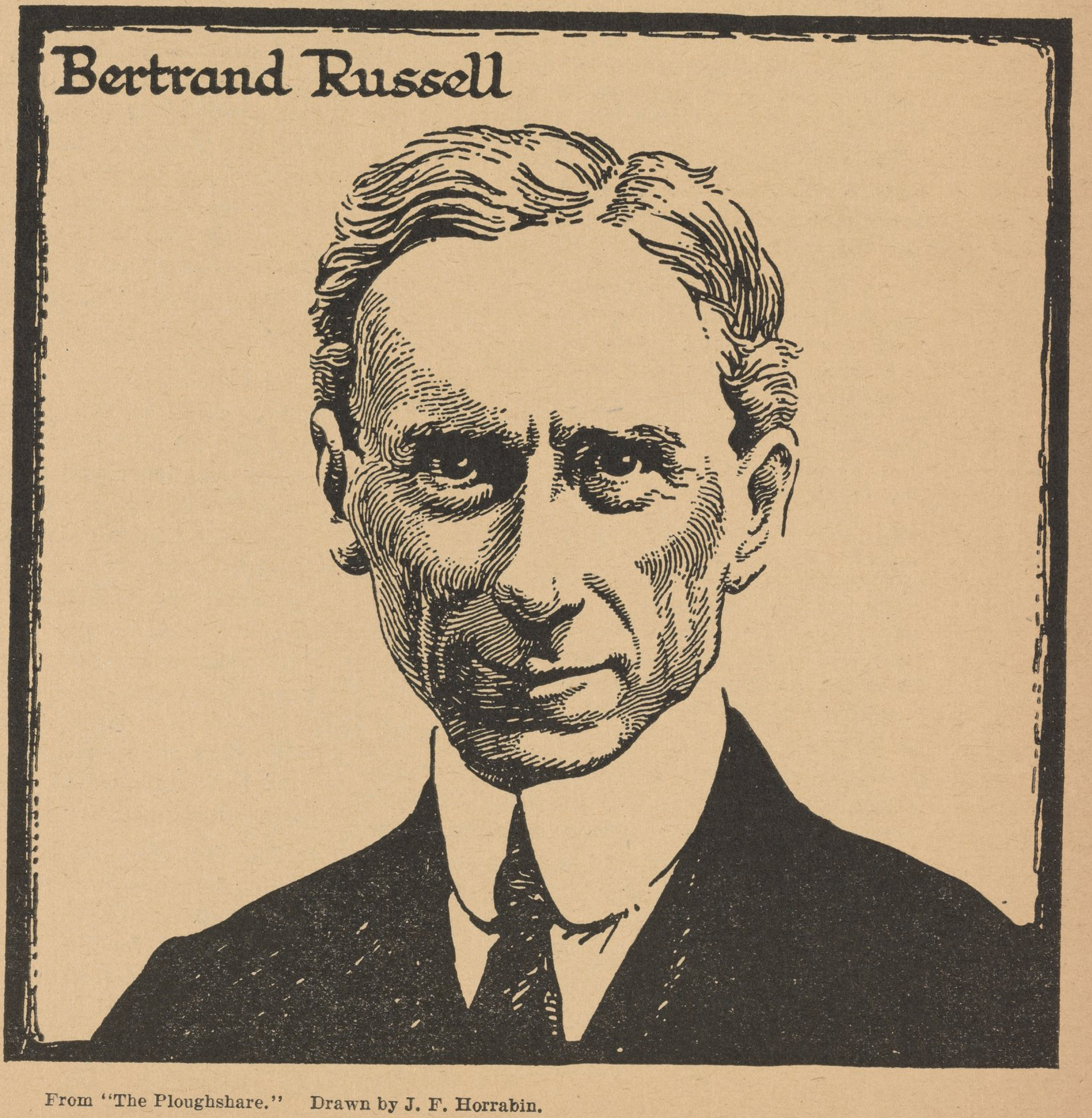
哲学者バートランド・ラッセル。ノーベル賞も受賞したイギリスの哲学者は自由恋愛の擁護者としても知られている。いっぽうで彼はセックスの精神的な側面に着目した。

イギリスでの自由恋愛は、1883年スコットランドのトーマス・デイビッドソン によって設立された「新らしい生活仲間の哲学 （the philosophy of Fellowship of the New Life）」の中心的な教義だった。このメンバーには、当時の多くの有名な知識人がふくまれていた。彼はビクトリア朝の倫理観や性的観念に根本的に挑戦した。エドワード・カーペンターとジョン・デビッドソン、動物権活動家のヘンリー・スティーブンス・ソルト、性科学者ハブロック・エリス、フェミニストのエディス・リース、エメリン・パンクハーストとアニー・ビーサン、そしてＳＦ作家のＨ・Ｇ・ウェルズや作家バーナード・ショー、哲学者バートランド・ラッセル、女性解放論者オリーブ・シュレイナ― などがいた。その目的は「一人ひとりの調和に満ちた性格の育成」であり、のちにつづく人々が清潔で簡潔な生活を送るという社会の変容を信じていた。グループのメンバーの多くは、平和主義、菜食主義、単純な生活を提唱している。
エドワード・カーペンターは、同性愛者の権利のための最初の活動家だった。彼は進歩的な教育に興味を持ち、特に性的教育の情報を若者に提供した。カーペンターにとって、「性教育」とは、セックスとジェンダー（性差）が女性を抑圧するために使われてきたことを分析することを意味し、カーペンターの著書「ラブ・カミング・オブ・エイジ（Love's Coming-of-Age）」に書かれた。そのなかで、彼は公正で平等な社会は女性の「性的」、「経済的自由」を促進させなければならないと主張した。彼の分析の主要な点は結婚制度の悪影響を中心にしていた。彼はイギリスでの結婚を「強制的な禁欲」と「売春」の両方とみなした。そして、社会主義の社会が確立されるまで、女性がほんとうの意味で自由になるとは信じなかった。しかし、同時代の多くの人物とは対照的に、カーペンターはすべての抑圧された労働者は女性を「服従」させるのではなく、「解放」させることをサポートすべきだとした。女性の自由以外には解決策はない。 それはもちろん男性と女性の大衆の自由、そして経済的な奴隷から一緒に解放されることとなる。「自由な女性」や「自由恋愛」という言葉の正当な意味の救済をふくまない解決策はない。セックスの苦しみのためにハートから血を流したすべての女性が自分を宣言し、彼女が可能な限り、自由な女性になるようにいそがなければならない。
もっともよく知られている英国の自由恋愛の主張者は、哲学者バートランド・ラッセル(Bertrand Russell)である。彼は一貫してボリュームのある文章をつうじて、自由恋愛のテーマに取りくみ、極端な老年にいたるまで、従来の「一夫一婦制」に満足していなかった。自由恋愛に関する彼の最も有名な作品は、1929年に出版された「結婚と道徳（Marriage and Morals）」だった。本書では、性別や結婚に関するビクトリア朝の考えを強く批判している。ラッセルは、セックスについての法律や考えは、セックス自体がその概念から分離されており、反＝避妊はもはや時代遅れのさまざまな情報源からの混合物であると主張した。彼は家族は子供の福祉のためにも重要であり、そのため、男性と女性は最初の妊娠の後にのみ束縛されるものとみなされるべきだとした。
「結婚と道徳」は出版直後にラッセルに対する激しい抗議をまきおこした。数十年後、この本の彼の意見が 「道徳的にそぐわない」とする裁判所判決が下り、ニューヨークのシティ・カレッジでの彼の教授任命を犠牲にした。おおくの人々が信じていたのとはは対照的に、ラッセルは極端な自由主義を説いているわけではなかった。そうではなく、セックスは「飢え」や「渇き」のような自然な衝動にもかかわらず、それ以上のものがあると感じていた。当時、だれもむきだしのセックスでは満足していなかったためである。ラッセルは禁欲はセックスの喜びを高めると主張した。セックスの喜びは「純粋に肉体的であるより、おおきな精神的要素をもっている」方がより良い。
ラッセルは、結婚がうまく機能するためには、「お互いに平等感があること、自由を干渉してはならないこと、深い身体と心の繋がりがあること、価値観がある程度共通していること」だと書いた。彼は一般的に不確定な時間にこの相互の感情を維持することは不可能なことであり、そのような場合の選択肢は、簡単に離婚できること、もしくは婚外セックスの社会的制裁だとした。
またラッセルは、「ソドミー法」を廃止する最初期の提唱者でもあった。

## オーストラリア
19世紀後半、オーストラリアでは自由恋愛への関心が広まった。
イギリス生まれのアナキスト、チャーミー・フレミング（Chummy Fleming）は、1886年、「メルボルン・アナキスト・クラブ」を設立し、自由恋愛をテーマに議論をおこない、数年後にこの題名について匿名のパンフレット を発表した。アナキスト・クラブの見解は、これは悪名高い「切り裂きジャック（Jack the Ripper）」によるホワイト・チャペルの殺人事件への反応だとした。ジャックの残虐行為はすくなくともある一部の人々には理解されていた。アナーキストにとって、特定の極端な労働者階級女性の自由を侵害するもので、すべての女性にも延長されるものだった。
開拓者の社会主義者ウィリアム・ロバート・ウィンズピアの妻であるリバタリアン、アリス・ウィンズピアは次のように書いている。
「私たちには自由があります。 男性にも女性にも両方に自由がある。私たちにもっとも適した職業であればなんであれパンを食べる自由、そして私たちが好きなものを愛する自由、愛するものと暮らし、そのお返しを愛すること」
数十年後、メルボルンのアナキスト派フェミニスト詩人レビア・ハーフォード（Lesbia Harford）も自由恋愛を誓った。

## フランス

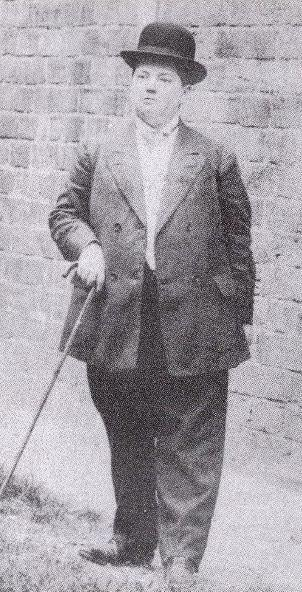
マドレーヌ・ペレティエ。彼女は「Cross-Dressing（異なった性別の服を着ること）」の女性だった。1930年代のデートリッヒや川島芳子などいわゆる「男装の麗人」の先駆者でもある。

モンマルトルとモンパルナスのボヘミアン地区では、おおくのボヘミアン民が彼らが育った社会の「ブルジョワ」感覚にショックをあたえることにした。アナーキストのBenoit Broutchouxは、自由な愛を好んだ。「クロス・ドレッシング」のラジカルな活動家、マドレーヌ・ペレティエ（Madeleine Pelletier）は、独身主義で避妊薬と避妊情報を配り、中絶をおこなった。
フランスでの自由恋愛の重要な宣伝者は、個人主義のアナキスト、エミール・アルマン（Emile Armand）だった。彼は、「友愛（ la camaraderie amoureuse）」と称し、ヌーディズムとポリアモリー（複婚）を主張した。彼は、「De la liberté sexuelle―セックスの自由」（1907年）など、漠然とした自由恋愛だけでなく、「複数の愛」とよぶ複数のパートナーを主張するなど、このテーマに関するおおくの宣伝記事を書き、アナキスト誌「L'en dehors」に発表をつづけた。 アルマンはいくつかの点で自由恋愛のパルチザンの伝統的意見とは異なる新しいセクシュアリズムと「友愛」を支持した。
それから、アルマンは個人主義者の立場から、たとえそのパートナーに強い感情がなくても、 メイク・ラブに嫌悪感はないとした。 「友愛の論理」を彼は説明する。「「異性のアナーキストのあいだで結ばれる「自由恋愛契約」は（これは事前の合意に基づいて、予告なしに取り消すことができる）性的衛生の必要基準を遵守し、恋愛に関するつぎのようなリスクから当事者を守る。拒否、決裂、排他主義、独占、統一、媚態、気まぐれ、無関心、軽蔑、他人に対する無視、そして売春」。そののち、 彼は何冊もの本を出版し、セクシュアリティに関する自己の論を述べた。 1937年には異性愛者、同性愛者、またはバイセクシュアル、それらを組み合わせた純粋なセックス目的の任意団体の創設について言及した。
彼はまた、性転換の権利を支持し、禁止された快楽、かわったフェチシズム（彼は個人的にのぞきフェチだった）、ソドミーの回復に意欲を燃やした。彼は暴力を排除しながらも、彼が「性的非適合者」と呼ぶものに、よりおおくのスペースを割りあてた。彼の社会との戦いには、ソ連の女性閣僚アレクサンドラ・コロンタイや精神分析医ヴィルヘルム・ライヒ、実際のセックスを通じて友愛を実践しようとしていた「自由恋愛協会」の主張の翻訳もふくまれていた。

## ドイツ
ドイツでは、1891年から1919年にかけて、「Verband Fortschrittlicher Frauenvereine（プログレッシブ・ウィメンズ・アソシエイション連盟）」がおこった。彼らは結婚のボイコットとセクシュアリティの享受を求めた。 リリー・ブラウンとミンナ・カウアーによって設立されたこの連盟は、売春婦を労働組合に編成し、避妊を教え、中絶の権利と同性愛に対する刑事罰の廃止、そしてシングルマザーの育児プログラムをおこなうことを目的とした。 1897年、教師と作家のエマ・トロッセは、「Ist freie Liebe Sittenlosigkeit？（ 自由恋愛は不道徳ですか？）」というタイトルのパンフレットを出版した。
19世紀後半にドイツでも同性愛者の解放運動が始まり、20世紀に性的解放を促した。思想家にはクララ・ツェトキン、ジークムント・フロイト、オットー・グロス（Otto Gross)、ヘルベルト・マルクーゼ、ヴィルヘルム・ライヒ、マックス・スタイナー、ジョン・ヘンリー・マッカなどがいる。

## ソ連
ロシアの10月革命ののち、アレクサンドラ・コロンタイはソビエト政権でもっとも有名な女性となった。 コロンタイはまた自由恋愛のチャンピオンでもあった。しかし、クララ・ツェトキンは、レーニンは自由恋愛を「完全に非マルクス主義的、さらに反社会的」だとして反対していたと記録している。ツェトキンはまた、レーニンが、ハンブルクの売春婦たちを「特別革命部隊」に編成する計画を廃棄したことを書いている。彼はこれを「堕落し退化する」と見なした。
レーニンやほとんどのボルシェビキの伝統的な結婚生活にもかかわらず、彼らは性関係は国の管轄外にあると信じていた。ソビエト政府は数世紀にわたって、個人的な生活での同性愛を禁止し、離婚許可を得ることや女性が独身で生活することを困難にしてきた帝政ロシアの制令を廃止した。しかし、1920年代末、スターリンが共産党を引きつぎ、保守的な政策を実施しはじめると、同性愛は「精神障害」に分類され、自由恋愛をめぐる状況は悪化した。

## 日本

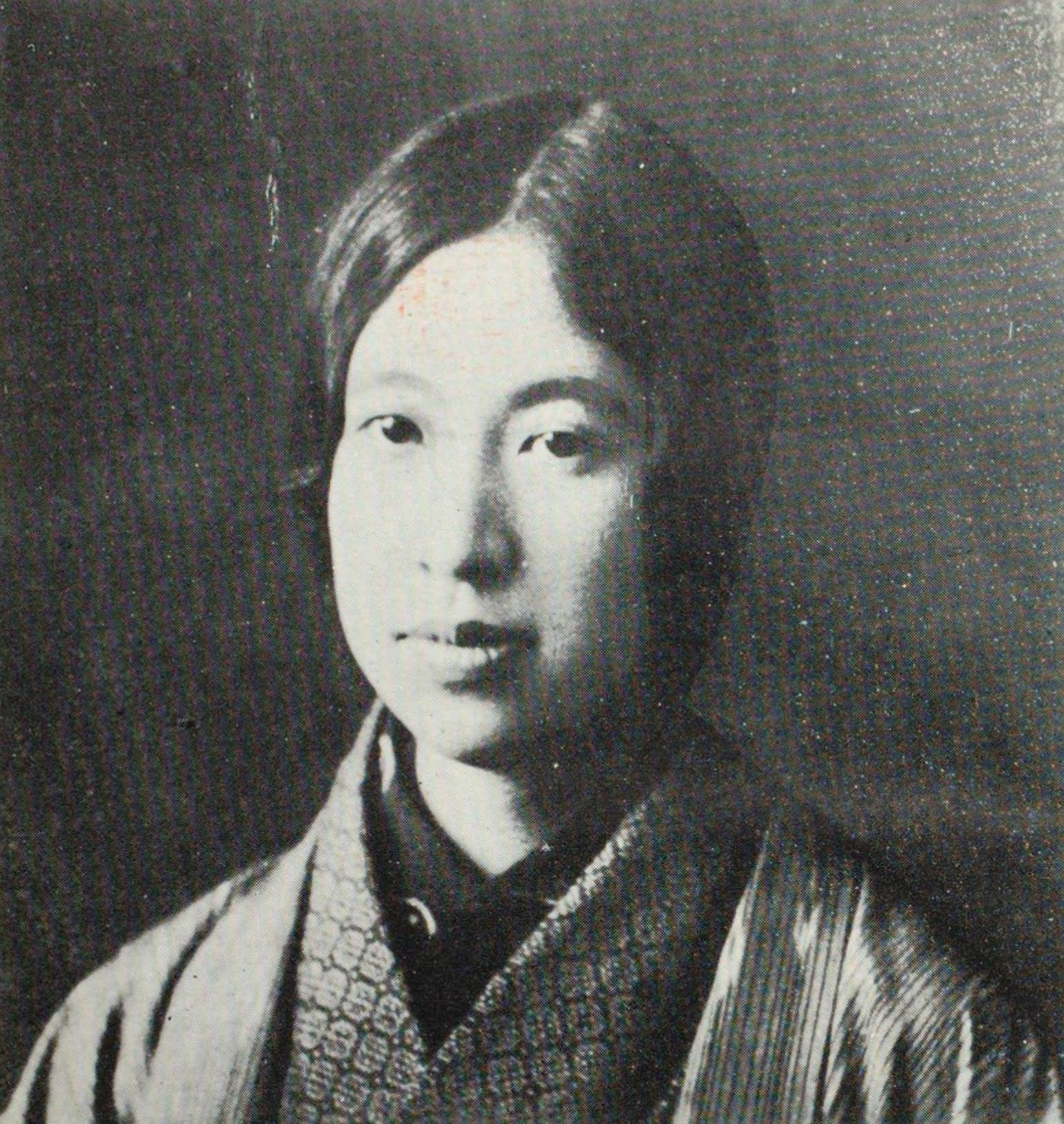
雑誌「青鞜」の創刊者平塚らいてう。

日本では、19世紀後半の文明開化をへて、20世紀にはいると天皇を中心とした国家体制のもと、大正デモクラシーや自由民権運動、それにともなうロマンチシズム文化が花ひらき、ひとびとの権利意識はたかまった。大正ロマンチシズムの作家与謝野晶子は『源氏物語』に代表される天皇を通じた日本の古典を再発見し、そこに先駆的で自由な「恋愛絵巻」を見、1938年、その現代訳を出版した。
晶子は『みだれ髪』という当時としては（今、現代人が読んでもなお）、生々しいセクシャルなイメージを駆使した歌集を出版し、歌人与謝野鉄幹との不倫の愛に燃えた。彼女は当時としては実直に、そのむなうちにゆる心象をあざむくことのないまま愛の切なさを歌った。
臙脂色（）は誰にかたらむ血のゆらぎ春のおもひのさかりの命—与謝野晶子、歌集『みだれ髪』より
雑誌「青鞜」の編集、発行に関わっていた伊藤野枝は、アナーキストの思想家大杉栄と恋愛関係におちる。作家活動もしていた伊藤は不倫もいとわない、当時としては革新的な女性だった。大杉はアルマンの「友愛」同様に、自由恋愛に関する三ヶ条を提示していた。「一、互いに経済的に自立する。二、同居することを前提にしない。三、互いの性的自由を保証する」。大杉と伊藤は欧米型自由恋愛を実践してみることにしたが、大杉は経済的に自立しておらず、別の愛人に大杉が刺される事件をおこした。さらに、1923年、関東大震災のどさくさにまぎれ、不穏分子の一掃という名目で、憲兵大尉の甘粕正彦によって扼殺されたうえ、二人そろって古井戸に投げ捨てられてしまった（甘粕事件）。

## 現代

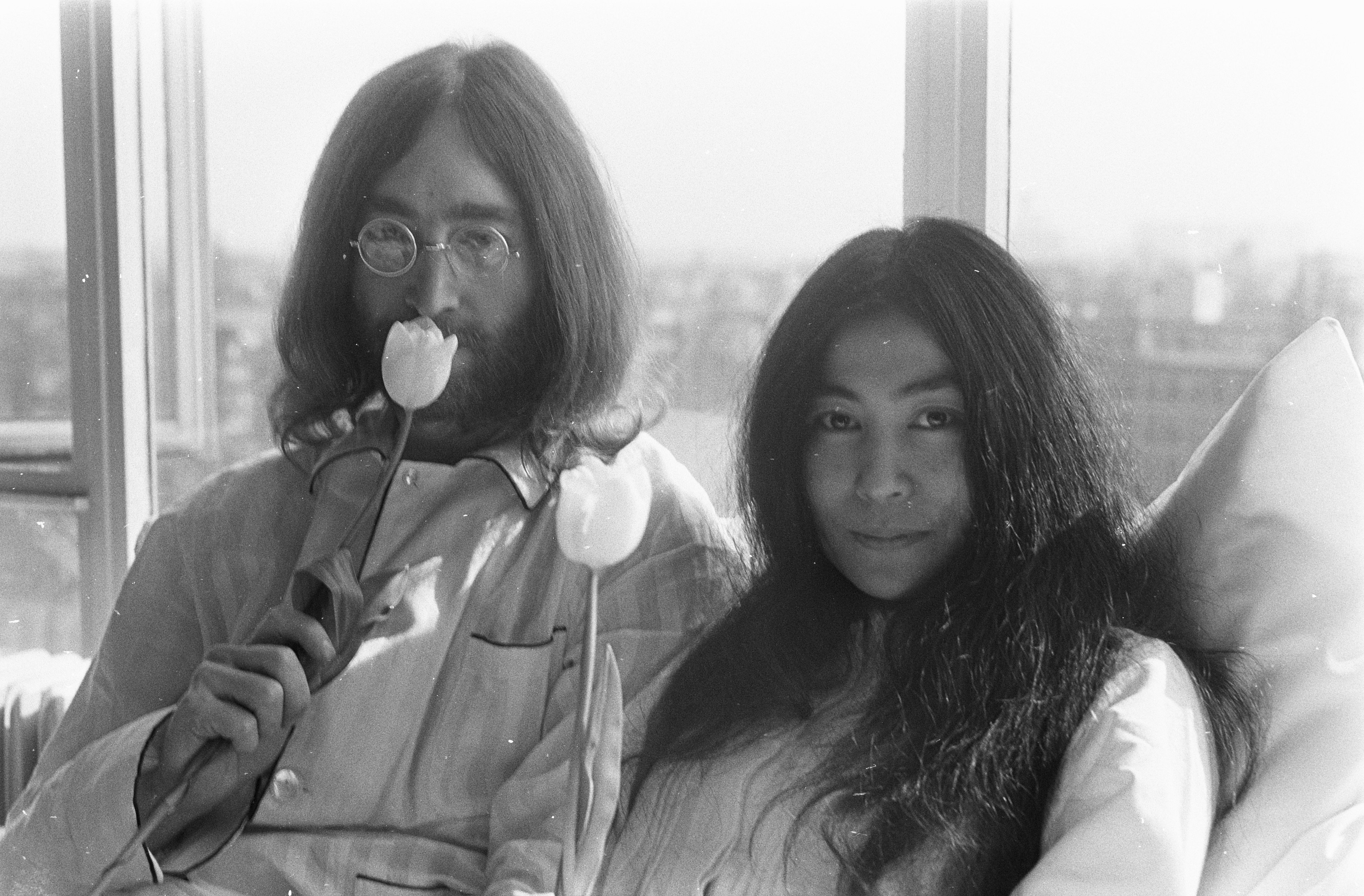
ジョンレノンとオノヨーコ。2人は1960年代の精神を代表するカップルとなった。

1940年代後半から1960年代にかけて、アメリカ、グリニッジ・ビレッジのボヘミアンたちの自由恋愛の伝統は、ビート世代によって引き継がれた。もっとも、ボヘミアンたちとは違って、彼らは男性に支配されているように見えた。ビートニクスはアレン・ギンズバーグやウィリアム・S・バロウズのような作家とともに、米国における同性愛のチャンピオンの初登場でもあった。
以前のいくつかのムーブメント同様に、ビートはさまざまな社会的慣行に挑戦し、ジャズなど黒人文化にインスピレーションをうけた。ビート・ムーブメントは西海岸で「メリー・プランクターズ」のようなサイケデリック・グループを活動にみちびいた。サンフランシスコのポップミュージックシーン全体で、セックス・ボヘミアン主義の影響がヒッピーたちによってさまざまなかたちで進んだ。性研究者アルフレッド・キンゼイとマスターズ・アンド・ジョンソンは、セックスと結婚に関して伝統的価値観への挑戦を支持し、その研究は時代をつうじて引き続き、広く知られわたるものとなった。
1967年に「サマー・オブ・ラブ」が催されると、このエキセントリックなグループ（ヒッピーたち）はアメリカ全土に知られるムーブメントとなった。セックス革命とビートニクスの影響がこの新しい「反＝文化的」な社会反乱でにあったにもかかわらず、この新左翼の運動はおそらく1960年代後半のもっとも有名な自由恋愛の主張者だったとされる。
カウンター・カルチャーのおおくの若者たち（新左翼）のあいだでは、結婚は戦争をささえた伝統的な資本主義文化の象徴であった。ジョン・レノンとオノ・ヨーコがとなえた「Make Love Not War」は、戦争と資本主義の両方を非難したカウンター・カルチャー運動の人気スローガンとなった。1968年5月、フランスでの「社会主義の反乱（五月革命）」は、反戦活動が米国内で拡大していたことから生じたものであり、新左翼の士気を高めた。
第二波フェミニズムは、伝統的なユダヤ＝キリスト教のセクシュアリティに関する教えに疑問を呈しつづけた。1973年、堕胎を違憲とする画期的な判決「ロー対ウェイド事件」ののち、保守やキリスト教右派のようなグループの反対は変化し、米国での中絶へのアクセスを大幅に増加させた。
1969年のストーンウォールの反乱ののち、同性愛者の権利はますます顕著な問題となった。しかし、21世紀初頭、ゲイ活動家は自由愛ではなく同性婚に焦点を移した。離婚と混合家族がより一般的になり、若いカップルは、教会で結婚したり、裁判制度を通して結婚を正式化させたり、合法化させたりするのではなく、事実婚やパートナーシップで一緒に住むことを選択するようになった。